# Laagpakket van Liempde

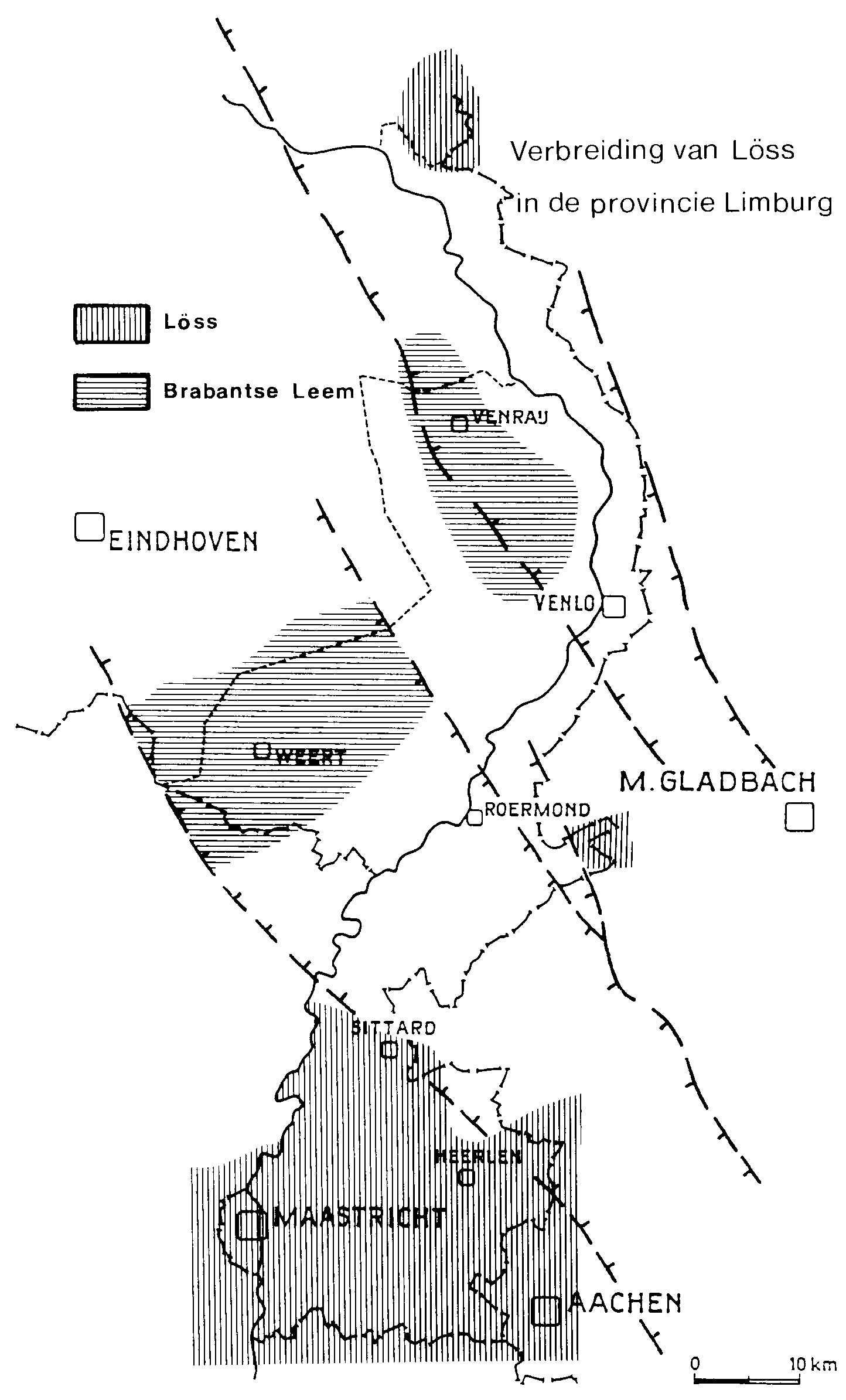
Brabantse leem afgezet in de omgeving van Weert

Het Laagpakket van Liempde, soms ook aangeduid met de Afzettingen van Liempde of Brabant leem afzettingen, is een afzetting uit de Formatie van Boxtel in de Boven-Noordzee Groep. Het laagpakket werd eolisch afgezet in het Laat Pleistoceen (midden Weichselien).
De afzetting is vernoemd naar het Noord-Brabantse dorp Liempde.

## Geschiedenis
Tijdens de ijstijd in het midden Weichselien in het Laat Pleistoceen waren grote delen van het noordelijk halfrond onbegroeid of bezaten slechts een spaarzame begroeiing. In deze kale gebieden had de wind vrij spel, zand en fijne stofdeeltjes werden in de lucht opgenomen en over kleine of grote afstand verplaatst. Bij het afnemen van de wind vielen de zandkorrels weer snel terug naar het aardoppervlak. De fijne bestanddelen bleven lange tijd in de lucht en bereikten onder andere Zuid-Limburg (Laagpakket van Schimmert). De grotere bestanddelen kwamen minder ver (Laagpakket van Liempde).

## Gebied
Het laagpakket werd afgezet in het noordelijk deel van de Roerdalslenk in de omgeving van Weert in het grensgebied van Limburg met Noord-Brabant.
Naar het oosten is in Oost-Nederland, zoals in de omgeving van Venray, ook een leempakket afgezet, maar dat behoord tot het Laagpakket van Singraven.

## Afzettingen
Het Laagpakket van Liempde bestaat uit grijze tot groengrijze Brabantse leem die siltig en zandig is met fijn tot middelgrof zand (105-210 µm). Zowel de top als de basis van het laagpakket zijn mogelijk gecryoturbeerd en de basis kan plaatselijk humeus zijn. Het leempakket heeft meestal een dikte van een tot twee meter, maar dat kan oplopen tot drie meter.